# Clubiona parconcinna
Clubiona parconcinna is een spinnensoort uit de familie  struikzakspinnen (Clubionidae). De soort komt voor in Thailand en  Borneo. 